# 中津川市立下野小学校
中津川市立下野小学校(なかつがわしりつ しものしょうがっこう)は、かつて岐阜県中津川市下野にあった公立小学校。

## 概要
中津川市下野（旧・恵那郡福岡町下野）が校区である。
2023年（令和5年）3月、福岡地区の小学校を統合し、〈新〉中津川市立福岡小学校の新設に伴い廃校。

## 沿革
- 1873年（明治6年）4月 - 下野村に勧学義校が開校。法界寺[注釈 1]を仮校舎とする。
- 1875年（明治8年）6月 - 勧学学校に改称する。
- 1880年（明治13年） - 下野小学校に改称する。
- 1883年（明治16年）11月 - 現在地に校舎が完成し、移転。
- 1890年（明治23年） - 下野尋常小学校に改称する。
- 1897年（明治30年）4月1日 - 福岡村と下野村が合併し、福岡村が発足。
- 1906年（明治39年） - 女子補習科を設置。
- 1908年（明治41年）4月 - 教室不足のため、尋常科5年を福岡尋常高等小学校へ委託。
- 1909年（明治42年） - 校舎を増築。福岡尋常高等小学校への委託を解除。
- 1918年（大正7年）
  - 4月 - 下野尋常高等小学校に改称する。
  - 5月 - 農業科を設置。
- 1932年（昭和7年） - 校舎を増築。
- 1935年（昭和10年）7月 - 農業青年学校を併設。
- 1941年（昭和16年）4月1日 - 下野国民学校に改称する。
- 1945年（昭和20年）5月 - 校舎の一部が軍需工場となる（11月まで）。
- 1947年（昭和22年）4月1日 - 福岡村立下野小学校に改称する。
- 1964年（昭和39年） - 屋内体育館が完成。
- 1966年（昭和41年）4月1日 - 町制施行により福岡町となる。同時に、福岡町立下野小学校に改称する。
- 1979年（昭和54年）2月28日 - 新校舎（鉄筋コンクリート造3階建）が完成。
- 1988年（昭和63年） - プールが完成。
- 2005年（平成17年）2月13日 - 中津川市が恵那郡坂下町、川上村、加子母村、付知町、福岡町、蛭川村、ならびに長野県木曽郡山口村を編入。同時に中津川市立下野小学校に改称する。
- 2020年（令和2年）4月 - 中津川市立田瀬小学校を統合する[2]。
- 2023年（令和5年）
  - 3月19日 - 閉校式を行う[3]。
  - 3月31日 - 閉校。